# Ивдельский район
И́вдельский район — административно-территориальная единица в составе Уральской и Свердловской областей РСФСР, существовавшая в 1923—1946 годах. Административный центр — город (до 1943 г. — село) Ивдель.

## История
Ивдельский район был образован в 1923 году в составе Тагильского округа Уральской области. В 1930 году в связи с упразднением округов перешёл в прямое подчинение Уральской области.
В 1939 году в Ивдельском районе Тошемский сельсовет был переименован в Бурмантовский. Из административного подчинения города Серова в Ивдельский район был передан Самский сельсовет.
В 1940 году Ивдельский район включал Бурмантовский, Всеволодо-Благодатский, Екатерининский, Ивдельский, Лачинский, Митяевский и Самский сельсоветы.
В 1943 году село Ивдель получило статус города районного подчинения. Селения Маслово и Полуночное получили статус рабочих посёлков. Лачинский сельсовет включён в состав Митяевского сельсовета, а Ивдельский разделён на Краснооктябрьский, Преображенский и Собянинский сельсоветы.
В 1946 году Ивдельский район был упразднён, а его территория передана в административное подчинение городу Ивдель, получившему статус города областного подчинения.